# Continuïteit (literatuur)
Continuïteit is een begrip in boeken en strips dat ervan uitgaat dat een bepaalde gebeurtenis in een verhaal correct doorgevoerd wordt in een volgend deel of parallel lopende titel. Op die manier wordt ervoor gezorgd dat alle delen of titels in een reeks correct op elkaar aansluiten en een groot verhaal vormen.

## Toepassing

### Opvolgende boeken
Het huldigen van continuïteit is bijvoorbeeld van toepassing wanneer een personage in een boekenserie iets ingrijpends meemaakt in een bepaald deel van de reeks, zoals een ongeluk of overlijdensgeval. Wanneer het ongeluk de protagonist een chronische kwaal oplevert, dient die in alle volgende delen aanwezig te blijven. Wanneer een vriend, familielid of antagonist in een bepaald deel overlijdt, kan die in een volgend deel niet weer verschijnen.

### Strips & comics
In bepaalde stripvormen, bijvoorbeeld in Amerikaanse comics, vindt een dergelijk effect tevens plaats wanneer meerdere doorlopende titels van eenzelfde uitgeverij zich in dezelfde wereld afspelen. Een voorbeeld hiervan zijn Amazing Spiderman en de X-men, die zich beide afspelen in het Marvel Universum. Er wordt dan in de ene uitgave rekening gehouden met gebeurtenissen in de andere. Wanneer bijvoorbeeld twee verhaallijnen van Marvel Comics allebei gesitueerd zijn in Manhattan en in de ene titel vindt er een verwoestende aardbeving plaats, dan willen de makers ervoor zorgen dat in de andere titel de gevolgen van deze aardbeving eveneens zichtbaar zijn. Een ander punt is wanneer een personage uit één titel overlijdt. Dan mag dat personage niet opeens weer opduiken in een andere titel die rond dezelfde tijd verschijnt.

## Fouten in de continuïteit
Er zijn talloze voorbeelden van grote tot minuscule zaken waar een schrijver rekening mee moet houden om geen onmogelijkheid in de continuïteit te creëren. Doet hij dit niet of niet goed genoeg, dan spreekt men van een 'fout in de continuïteit'.
Een fout in de continuïteit kan op verschillende manieren ontstaan. De meest voorkomende zijn visuele fouten. Een visuele fout is bijvoorbeeld als een personage in een strip bijvoorbeeld op een plaatje heel andere kleren draagt dan een plaatje ervoor, zonder dat er wordt getoond of vermeld dat hij zich zou hebben omgekleed. Of als een personage een verwonding oploopt die een afbeelding later opeens niet meer aanwezig is. Een andere veel voorkomende fout is een plotfout. Hierbij worden opeens dingen toegevoegd aan het verhaal die in strijd zijn met eerder gegeven informatie.
Fouten in de continuïteit kunnen worden rechtgezet met bijvoorbeeld een retcon.

## Afwijking van de continuïteit
In fictiereeksen, en dan met name stripverhalen, is het niet ongebruikelijk dat schrijvers een verhaal of zelfs complete spin-offreeks publiceren dat geen deel uitmaakt van de continuïteit uit de reeks, maar als een opzichzelfstaand verhaal moet worden gezien. Deze verhalen houden geen rekening met gebeurtenissen uit vorige delen en de gebeurtenissen uit het verhaal worden ook niet doorgevoerd in latere delen.
Een reden om een dergelijk verhaal te maken kan zijn dat de schrijver de personages iets mee wil laten maken wat eigenlijk niet (meer) mogelijk is omdat het dan in strijd zou zijn met gebeurtenissen uit vorige delen.
Een ander voorbeeld dat vooral bij stripreeksen van grote uitgeverijen voorkomt, is dat er vrijwel tegelijkertijd twee stripseries worden geproduceerd met weliswaar dezelfde personages in de hoofdrol, maar die zich elk in hun eigen continuïteit afspelen. Binnen een reeks wordt dan wel rekening gehouden met gebeurtenissen uit een voorgaand album uit dezelfde reeks, maar gebeurtenissen in de ene reeks zijn niet van invloed op de ander. Een voorbeeld zijn de stripseries The Amazing Spider-Man en Ultimate Spider-Man, die beide draaien om de superheld Spider-Man maar zich in hun eigen continuïteit afspelen. Waar Amazing de originele tijdlijn aanhoudt die in 1963 werd ingezet, kregen de schrijvers en tekenaars bij de start van Ultimate in 2000 de vrijheid zich in die titel niets aan te trekken van gebeurtenissen uit het origineel. Zo wordt Mary Jane Watson in Ultimate direct in hun tienertijd het vriendinnetje van Peter Parker, terwijl dat oorspronkelijk Gwen Stacy was in de eerste 121 nummers van Amazing.